# Вертягино (Владимирская область)
Вертягино — деревня в Александровском муниципальном районе Владимирской области России, входит в состав Краснопламенского сельского поселения.

## География
Деревня расположена в 21 км на северо-запад от центра поселения посёлка Красное Пламя и в 52 км на северо-запад от города Александрова, близ границы Московской области. 

## История
В патриарших окладных книгах 1628 года записана церковь Рождества Пресвятой Богородицы в селе Вертягине. В выписке из писцовых книг, данной из Переславской Кафедральной Конторы в 1756 году сказано: погост в Веретягине, а на погосте деревянная церковь Рождества Пречистой Богородицы с пределом Николы Чудотворца. Эта деревянная церковь существовала до 1795 года, когда за ветхостью была сломана. На её месте на средства помещика отставного капитана Дмитрия Афанасьева Ножева была построена новая деревянная же и в 1799 году освящена в честь Рождества Пресвятой Богородицы и святого Алексия Митрополита Московского. Через семь лет в 1806 году новопостроенная церковь сгорела. Вместо сгоревшей церкви в 1806 году было начато строительство на средства помещика Алексея Афанасьева Ножнева каменная двух-этажная, строительство закончилось в 1809 году и церковь была освящена. В то же время построена и каменная колокольня. Престолов в церкви было четыре: в настоящей холодной во имя Рождества Пресвятой Богородицы, в приделе теплом: во имя Казанской иконы Божьей Матери и во имя преподобного Сергия, в верху над трапезой во имя святого Алексия Митрополита Московского. Приход состоял из села Вертягина, сельца Михалева, сельца Горок, сельца Плотихина и деревень: Рупусова, Воронова, Романки, Македонки. В годы Советской Власти церковь была полностью разрушена.       
В конце XIX — начале XX века село входило в состав Тирибровской волости Александровского уезда Владимирской губернии. 
С 1929 года деревня входила в состав Антоновского сельсовета Александровского района, позднее — в составе Обашевского сельсовета, с 2005 года — в составе Краснопламенского сельского поселения.

## Население
| 1859 | 1926 | 2002 | 2010 | 2021 |
| ---- | ---- | ---- | ---- | ---- |
| 127  | ↗177 | ↘3   | ↘1   | ↗16  |

## Инфраструктура
Личное подсобное хозяйство с зоной сельскохозяйственного использования, индивидуальная застройка усадебного типа.
СНТ Медвежий Угол.

## Транспорт
Деревня доступна автотранспортом.